# Dalhem, Belgien
Dalhem är en kommun i Belgien. Den ligger i provinsen Liège och regionen Vallonien, i den östra delen av landet. Antalet invånare är 6 875.
Omgivningarna runt Dalhem är en mosaik av jordbruksmark och naturlig växtlighet. Runt Dalhem är det tätbefolkat, med 343 invånare per kvadratkilometer.